# Hypoponera pruinosa
Hypoponera pruinosa är en myrart som först beskrevs av Carlo Emery 1900.  Hypoponera pruinosa ingår i släktet Hypoponera och familjen myror. Inga underarter finns listade i Catalogue of Life.